# 58e division d'infanterie (France)
Pour les articles homonymes, voir 58e division d'infanterie.
La 58e division d'infanterie (ou 58e DI) est une unité de l'armée de terre française qui a participé aux Première et Seconde Guerre mondiale.

## Création et différentes dénominations
- 2 août 1914 : création de la 58e division d'infanterie de réserve
- 25 mars 1919 : dissolution de la 58e division d'infanterie[1].

## Historique des garnisons, campagnes et batailles

### Première Guerre mondiale
La 58e division est constituée dans la 8e région militaire à Dijon dès le 2 août 1914 à partir d'éléments provenant de Bourges, Nevers, Chalon-sur-Saône, Mâcon, Autun, Cosne et Dijon.

#### Composition à la création
À sa constitution, la 58e DI est sous les ordres du général Besset et comprend 452 officiers, 17 363 hommes, 4 820 chevaux et 958 voitures.
- Quartier général
  - État major de la division (Chef d'état major, lieutenant-colonel Roget)
  - État major de l'artillerie (lieutenant-colonel Rimailho)
  - État major du Génie (lieutenant-colonel Connétable)
  - Sous intendance divisionnaire (Capitaine Plos)
  - Service de santé (médecin général Lévy)
  - Trésorerie et Postes (M. Burret)
  - Justice militaire
  - Gendarmerie
  - Escorte
  - Vivres régimentaires
  - Train des équipages

soit, 26 officiers, 135 hommes, 101 chevaux et 14 voitures
- Infanterie
  - 115e brigade d'infanterie (général de la Touche)
    - 229e régiment d’infanterie (lieutenant colonel Bigeard)
    - 256e régiment d’infanterie (lieutenant colonel Rimaud)
    - 334e régiment d’infanterie (lieutenant colonel Bourdon)

  - 116e brigade d'infanterie (général Joubert)
    - 213e régiment d’infanterie (lieutenant colonel Sicre)
    - 285e régiment d’infanterie (lieutenant colonel Dard)
    - 295e régiment d’infanterie (lieutenant colonel Perron)
- Cavalerie
  - 5e et 6e escadrons du 26e régiment de dragons
  - 48 éclaireur de terrain
- Artillerie
  - 1er groupe du 1er régiment d’artillerie
  - 1er groupe du 37e régiment d’artillerie
  - 1er groupe du 48e régiment d’artillerie
  - Parc d'artillerie
- Services
  - Génie
    - compagnies divisionnaire du génie 8/13 du 4e régiment du génie
    - compagnie d'équipage de pont 8/19 du 4e régiment du génie
    - compagnie de parc du génie 8/14 du 4e régiment du génie
    - détachement de télégraphistes no 1

  - Formation sanitaire
    - groupe divisionnaire de brancardiers
    - 3 ambulances
    - 2 sections d'hospitalisation
    - 1 section sanitaire automobile

  - Services d'alimentation
    - groupe d'exploitation du service des subsistances
    - troupeau de bétail
    - 2 sections de CVAD
    - section auto de ravitaillement en viande fraiche
- Éléments d'armée correspondant à la 58e DI
  - Grand Parc no 6
    - section de parc no 1 du 37e d'artillerie
    - demi détachement no 58 d'artillerie

  - Organes administratifs
    - Convois administratifs no 3 et 4
    - Section divisionnaire de boulangerie de campagne et son convoi

  - Formations sanitaires
    - groupe no 58 d'ambulances
    - groupe no 58 d'hospitalisation (?)
    - réserve no 58 de personnel sanitaire d'armée
    - réserve no 58 de matériel sanitaire d'armée

#### Principales évolutions d'organisation et de composition
Le 4 octobre 1914,
- la 131e brigade (296e, 281e et 280e RI) remplace la 115e brigade (229e, 256e et 334e RI)
- le 256e RI remplace le 213e RI au sein de la 116e brigade
- 1 groupe d'artillerie de la 66e DI remplace un groupe d'artillerie de la division
- 1 escadron du 19e dragons (66e DI) remplace un escadron du 26e

Le 17 décembre 1915, nouvelle réorganisation de la division à la suite de la décision de passer les régiments d'infanterie à 3 bataillons et les divisions à 3 régiments d'infanterie. Par souci d'équité, les régiments sont tirés au sort. Ainsi :
- les 281e, 295e et 256e sont maintenus à la 58e DI
- le 296e RI est passé à la 152e DI de formation nouvelle
- les 280e et 285e RI sont supprimés et leurs bataillons ventilés dans les régiments conservés. Ainsi le 280e RI passe son 5e bataillon au 281e RI et son 6e bataillon au 296e et le 285e RI passe son 5e bataillon au 256e RI et son 6e bataillon au 295e[4].

Le 15 juin 1918, très éprouvée par les combats récents, l'infanterie de la division est reconstituée par les 412e RI (15 juin) et les 6e et 11e régiments de marche de tirailleurs (17 et 18 juin),. Les 295e, 256e et 281e RI sont dissous les 18 et 20 juin.
Le 4e bataillon du 64e régiment d'infanterie territoriale est affecté à la division en tant qu'unité de pionniers.
Le 14 novembre 1918, le 6e RT est affecté à la 169e DI et est remplacé par le 39e RI en provenance de cette même division. Le 39e RI quitte la division le 23 février 1919.
Ainsi, les principales unités d'infanterie seront affectée à la division pendant les périodes suivantes :
- 256e RI d’août 1914 à juin 1918 (dissolution)
- 295e RI d’août 1914 à juin 1918 (dissolution)
- 285e RI d’août 1914 à décembre 1915 (dissolution)
- 213e RI d’août à octobre 1914
- 229e RI d’août à octobre 1914
- 334e RI d’août à octobre 1914
- 281e RI d’octobre 1914 à juin 1918 (dissolution)
- 280e RI d’octobre 1914 à décembre 1915 (dissolution)
- 296e RI d’octobre 1914 à décembre 1915
- 412e RI de juin 1918 à mars 1919
- 6e régiment de marche de tirailleurs algériens de juin novembre 1918
- 11e régiment de tirailleurs de marche de juin mars 1919
- 4e bataillon du 64e régiment d'infanterie territoriale d’août à novembre 1918
- 39e RI novembre 1918 à février 1919

#### Année 1914
3 août
- Mobilisée dans la  8e région

10 - 14 août
- Transport par VF vers Saint-Loup-Semouze et Luxeuil.

14 - 20 août
- Mouvement vers les cols des Vosges, entre le col de la Schlucht et la vallée de la Thur ; à partir du 18 août, marche, par Fraize, vers Saale et Provenchères-sur-Fave.

20 août – 1er septembre
- Engagements à l’est de Saale ; puis repli vers la Meurthe, dans la région de Coinches.
- À partir du 26 août, repli en arrière de la Meurthe : combats dans la région de Coinches puis vers Anozel (bataille de la Mortagne)

1er – 14 septembre
- Retrait du front et séjour au camp de Corcieux.

14 septembre – 5 octobre
- Mouvement vers le front et occupation d’un secteur entre Thann et le col du Bonhomme.

5 - 14 octobre
- Retrait du front ; mouvement vers la région d’Arches, et, à partir du 6 octobre, transport par V.F. à l’ouest de Montdidier.
- À partir du 9 octobre, mouvement par étapes vers la région d’Avesnes-le-Comte, puis, à partir du 13 octobre, transport par camions dans celle de Nœux-les-Mines.

14 octobre 1914 – 31 mai 1915

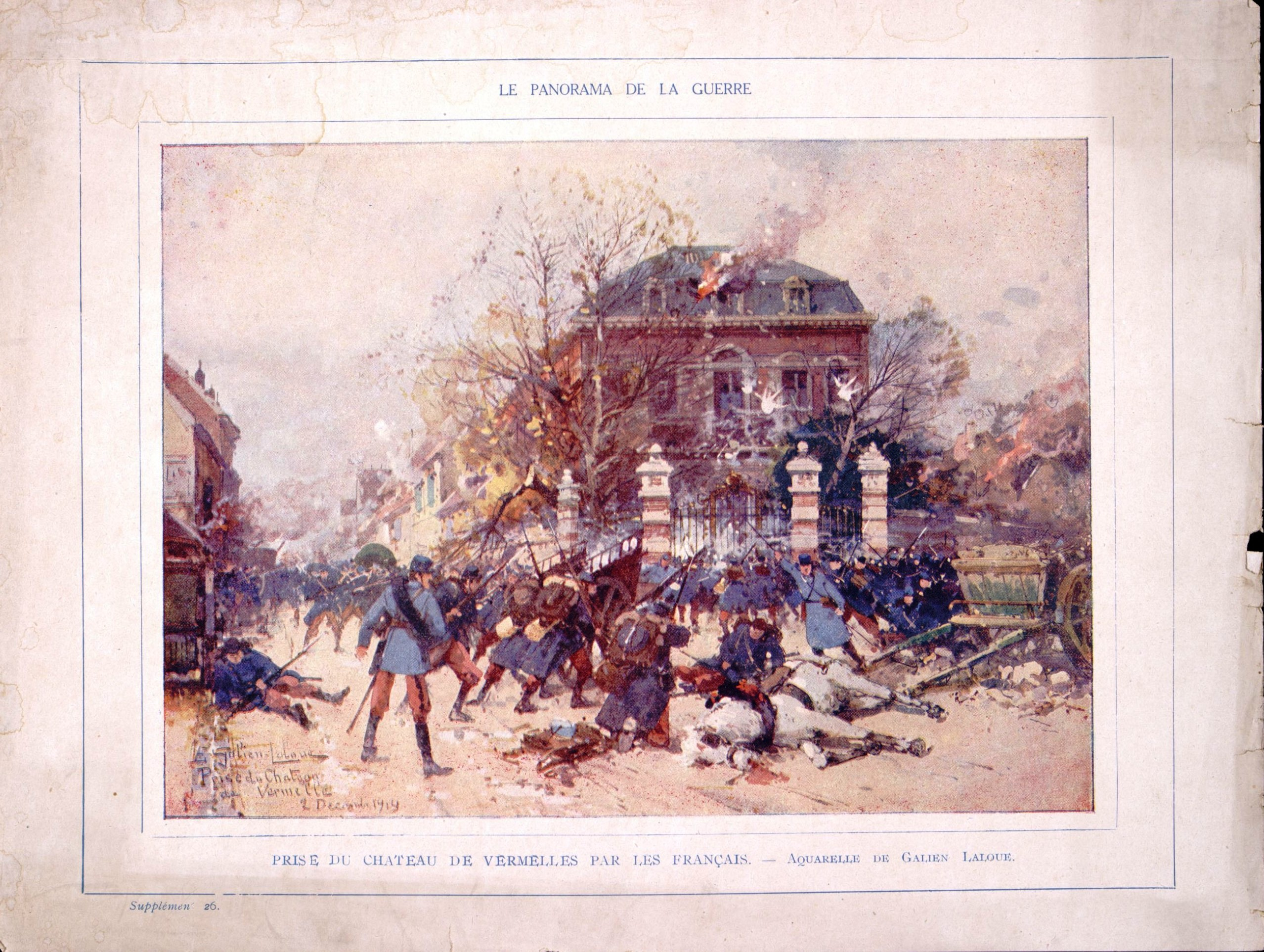
Prise du Chateau Vermelles

- Occupation d’un secteur vers La Bassée et Vermelles :
  - Attaque sur Vermelles.
  - 7 décembre, occupation de Vermelles.
  - 12 décembre, limite droite du front portée au sud-est de Vermelles, jusque vers le Rutoire.
  - 16 au 18 décembre, attaques au nord de Vermelles.
- 9 mai, participation, dans son secteur, à la 2e bataille d’Artois, vers Vermelles.
- À partir du 15 mai, relève par l’armée britannique, et occupation d’un nouveau secteur vers le Rutoire et le sud-est de Grenay.

#### Année 1915
31 mai – 31 août
- Relève par l’armée britannique, puis, à partir du 2 juin, occupation d’un secteur devant Angres :
  - 10 juin au 7 juillet, légère réduction du front, à droite.
  - Participation à l’attaque du 16 juin (2e bataille d’Artois).
  - 7 juillet, extension du front, à gauche, jusque vers la fosse Calonne.

31 août – 25 septembre
- Retrait du front et transport par VF dans la région de Bergues; repos.
- À partir du 21 septembre, transport par VF vers Saint-Pol-sur-Ternoise et Frévent ; puis mouvement, par Avesnes-le-Comte, vers la région Roclincourt, Neuville-Saint-Vaast.

25 septembre – 23 décembre
- Engagée dans la 3e bataille d’Artois ; puis, occupation d’un secteur vers Neuville-Saint-Vaast et le nord d’Ecurie : 11 octobre, attaque française vers Thélus.

23 décembre 1915 – 15 février 1916
- Retrait du front ; repos vers Avesnes-le-Comte.
- À partir du 6 janvier 1916, transport par V.F. dans la région de Dunkerque ; repos et instruction.

#### Année 1916
15 février – 19 mai
- Mouvement vers Rexpoëde, et, à partir du 21 février, occupation d’un secteur vers Steenstrate et Boesinghe.

19 mai – 13 juin
- Retrait du front; repos vers Bergues.
- À partir du 28 mai, transport par V.F. dans la région de Crèvecœur-le-Grand ; instruction.

13 juin – 19 juillet
- Mouvement vers le front, et, à partir du 16 juin, occupation d’un secteur entre la voie d’Amiens à Chaulnes et les abords de Rouvroy-en-Santerre.

19 juillet – 6 décembre
- Retrait du front vers Villers-Tournelle, puis, à partir du 25 juillet, occupation d’un secteur entre Armancourt et Andechy : des éléments de la D.I. sont en secteur avec le 10e C.A., du 24 juillet au 17 août, entre la voie d’Amiens à Chaulnes, et la route de Lihons à Rosières-en-Santerre.

6 – 10 décembre
- Retrait du front; repos vers Assainvillers, puis vers Cantigny.

10 décembre 1916 – 26 janvier 1917
- Mouvement vers lest et occupation d’un secteur entre le sud de Maucourt et la voie ferrée d’Amiens à Chaulnes.

#### Année 1917
26 janvier – 10 mars
- Retrait du front ; repos vers Chaussoy-Epagny.
- À partir du 31 janvier, transport par V.F. dans la région de Montluel ; puis instruction au camp de la Valbonne.

10 mars – 16 juin
- Transport par V.F., de la Valbonne, vers Lachapelle-sous-Rougemont.
- À partir du 14 mars, occupation d’un secteur vers Leimbach et le canal du Rhône au Rhin.

16 juin – 23 juillet
- Retrait du front; mouvement, par Giromagny, vers Épinal ; repos et instruction au camp d’Arches.

23 juillet – 3 août
- Mouvement vers Bruyères et Corcieux ; travaux dans la région de Saint-Dié.

3 août 1917 – 20 janvier 1918
- Transport par V.F. dans la région d’Épernay et mouvement vers Reims.
- À partir du 8 août, occupation d’un secteur entre l’est de Reims et Bétheny.

#### Année 1918
20 janvier – 18 mars
- Retrait du front, mouvement vers Épernay, puis, à partir du 22 janvier, transport par V.F. dans la région de Givry-en-Argonne ; repos vers Dampierre-le-Château.
- À partir du 2 février, travaux de 2e position.

18 mars – 26 avril
- Mouvement vers le front, puis occupation d’un secteur vers Maison de Champagne et la butte du Mesnil.

26 avril – 22 mai
- Retrait du front; repos et instruction vers Dampierre-le-Château.
- 30 avril, transport par V.F. dans la région de Pierrefonds ; repos et instruction vers Choisy-au-Bac.
- À partir du 5 mai, mouvement vers Moyenneville ; travaux.

22 mai – 10 juin
- Occupation d’un secteur entre Rollot et Orvillers-Sorel, étendu à droite, le 29 mai, jusqu’à l’est d’Orvillers-Sorel.
- 9 juin, subit le choc de l’offensive allemande (bataille du Matz). Le service de santé de la division enregistre 4 270 hommes tués, blessés et disparus (Cf: JMO).

10 juin – 16 juillet
- Retrait du front, et, à partir du 15 juin, repos au nord de Clermont ; puis travaux de 2e position.

16 – 24 juillet
- Transport par camions vers Vivières, et, à, partir du 20 juillet ; engagée, vers Vierzy dans la 2e bataille de la Marne : attaque sur Villemontoire et vers le bois d’Hartennes

24 juillet – 17 août
- Retrait du front; repos vers Vivières, puis vers Lieuvillers et Pronleroy.

17 août – 6 septembre
- Engagée dans la 2e bataille de Noyon, entre l’Ecouvillon et la ferme Attiche, puis, à partir du 30 août, dans la poussée vers la position Hindenburg : 21 août, occupation de Cannectancourt ; le 22, prise d’Evricourt ; le 4 septembre, prise d’Haplincourt, puis progression jusqu’à Salency.

6 – 25 septembre
- Retrait du front et repos vers Estrées-Saint-Denis ; le 24 septembre, mouvement vers Guivry et Ugny-le-Gay.

25 septembre – 1er novembre
- Occupation d’un secteur dans la région de l’Oise, Vendeuil, étendu à gauche, le 10 octobre, jusque vers Thenelles ; préparatifs d’offensive.
- À partir du 15 octobre, engagée dans la bataille du Mont d’Origny (tentative pour le forcement de l’Oise).
- À partir du 20 octobre, engagée dans la bataille de la Serre : combats vers Le Hérie-la-Viéville.

1er – 11 novembre
- En 2e ligne vers La Ferté-Chevresis.
- À partir du 5 novembre, engagée dans la poussée vers la Meuse : progression par Fontaine-lès-Vervins, Origny-en-Thiérache et la région nord de la forêt de Signy-le-Petit ; élément portés vers Gué-d'Hossus et Cul-des-Sarts.

#### Année 1919
Dissolution le 25 mars 1919 à Montcornet.

#### Rattachements
Affectation organique:
- Mobilisation : 1er groupe de réserve
- Août 1914 : isolée
- Juin 1917 :  8e corps d’armée

Ire armée
18 août – 5 octobre 1914
15 juin – 14 juillet 1918
14 septembre – 11 novembre 1918
IIe armée
6 – 12 octobre 1914
IIIe armée
15 novembre – 5 décembre 1916
25 – 30 janvier 1917
4 mai – 14 juin 1918
15 juillet 1918
25 juillet – 13 septembre 1918
IVe armée
22 janvier – 29 avril 1918
Ve armée
3 août 1917 – 21 janvier 1918
VIe armée
28 mai – 27 juin 1916
30 avril – 3 mai 1918
VIIe armée
9 mars – 2 août 1917
Xe armée
13 octobre 1914 – 31 août 1915
21 septembre 1915 – 5 janvier 1916
28 juin – 14 novembre 1916
6 décembre 1916 – 24 janvier 1917
16 – 24 juillet 1918
 Intérieur 
3 – 10 août 1914
31 janvier – 8 mars 1917
 Armée d'Alsace 
11 -17 août 1914
 G.A.N. 
1er – 20 septembre 1915
6 janvier – 27 mai 1916

### Seconde Guerre mondiale
En cas d'intervention au Luxembourg, le groupe de reconnaissance de division d'infanterie de la 58e DI, le 61e GRDI, doit entrer dans ce pays, assurant la liaison avec à gauche la 2e division légère de cavalerie (de la 2e armée) qui doit faire face à la frontière belgo-luxembourgeoise, tandis qu'à sa droite progresse le 25e GRCA (groupe de reconnaissance de corps d'armée du XXIVe corps d'armée).

#### Composition
Le 10 mai 1940 la 58e DI, sous les ordres du général Perraud, est rattachée au 42e corps d'armée de forteresse qui est intégré à la 3e armée.
À cette date la 58e division d'infanterie se compose de :
- 204e régiment d'infanterie
- 227e régiment d'infanterie
- 334e régiment d'infanterie
- 139e régiment d'infanterie de forteresse (rattaché à la division)
- 48e régiment d'artillerie divisionnaire
- 248e régiment d'artillerie lourde divisionnaire
- 61e groupe de reconnaissance de division d'infanterie
- et tous les services (Sapeurs mineurs, télégraphique, compagnie auto de transport, groupe sanitaire divisionnaire, groupe d'exploitation etc.)

## Chefs de corps
- 2 août 1914 : général Besset. Remis à la disposition du Ministre
- 31 août 1914 : général Claret de la Touche. Le 19/09/1914, il est nommé à la tête de la 41e Division. Le 1er octobre 1914, il est placé dans la section de réserve.
- 22 septembre 1914 : général Bolgert
- 22 août 1915 - 26 février 1916 : général Niessel. Nommé au Commandement de la 37e D.I, en 1917, il sera à la tête du 9e C.A.
- 28 février 1916 : général de brigade Leroux (venant de la 33e Brigade). Est placé en réserve de commandement à la 1re Armée.
- 19 juin 1918 - 14 mars 1919 : général de brigade Priou (venant de la 24e D.I qui combat en Italie). Nommé au commandement de la subdivision d'Oran.
- 1939 - 1940 :  général Paul
- 1940 :  général Perraud

## Sources et bibliographie
- JMO, accessible dans les liens externes et disponibles sur le site Mémoire des Hommes publié par le ministère de la Défense.
- AFGG, vol. 2, t. 10 : Ordres de bataille des grandes unités : divisions d'infanterie, divisions de cavalerie, 1924, 1092 p. (lire en ligne).